# Марінер-10

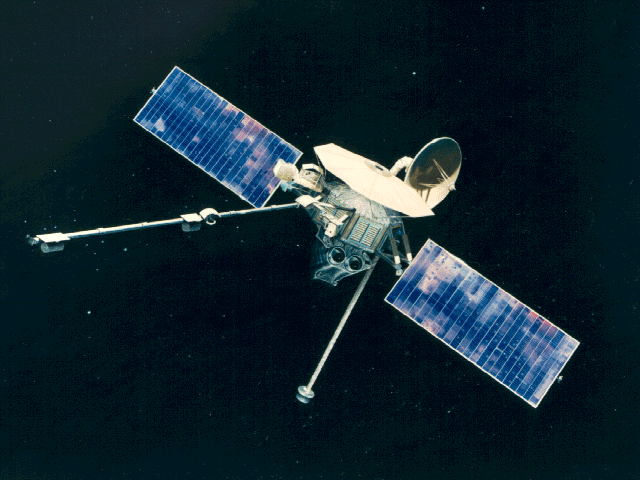
Марінер-10 (Mariner 10)

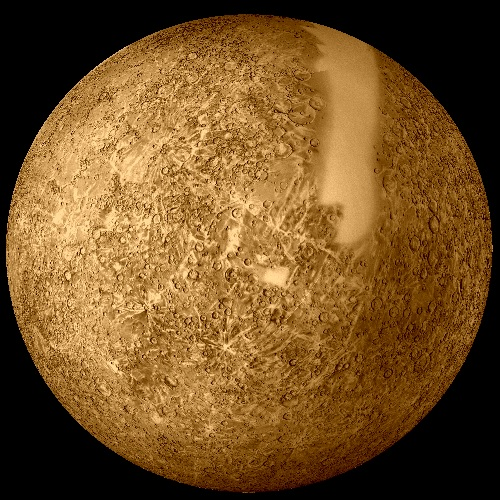
Композитне зображення Меркурія, складене із знімків, зроблених в 1975 році апаратом Марінер-10

«Марінер-10» (Mariner 10) — американський роботизований космічний зонд, запущений 3 листопада 1973 ракетою-носієм Атлас/Центавр (Atlas SLV-3D/Centaur D-1A) з космодрому на мисі Канаверал.

## Мета експедиції
Експедицію «Марінер-10» затвердили 1969 року.
Метою було вивчення планет Венери та Меркурія з пролітної траєкторії.

## Характеристика апарата
Довжина корпусу становила 1,4 метра, він мав 2 сонячні панелі довжиною 2,7 метри кожна. Стартова маса апарата — 503 кг, зокрема наукові прилади важили 79,4 кг.
«Марінер-10» був обладнаний двома ідентичними камерами, здатними працювати у видимому й ультрафіолетовому діапазоні. Крім того, апарат мав ультрафіолетові спектрометри, інфрачервоний радіометр, детектор сонячної плазми, комплект лічильників Гейгера-Мюллера для реєстрації заряджених частинок, два магнітометри, винесені на штанзі довжиною 7 метрів.

## Перебіг експедиції

### Проліт біля Венери
«Марінер-10» був другим (після Луна-3) апаратом, який застосував гравітаційний маневр, таким чином зменшив за допомогою Венери свій перигелій для зближення з орбітою Меркурія. Максимальне зближення з Венерою становило 5770 км.
Апарат передав на Землю близько 3 тис. знімків планети у видимих й ультрафіолетових променях з максимальною роздільною здатністю до 90 метрів і 18 метрів відповідно. Фотографії довели, що атмосфера планети перебуває в постійному русі; було складено модель атмосферної динаміки Венери. Апарат також уточнив масу планети (яка виявилася меншою за розрахункову) і підтвердив відсутність у неї магнітного поля.

### Проліт біля Меркурія
«Марінер-10» тричі пролетів біля Меркурія: 29 березня (на відстані 703 км), 21 вересня (48 070 км) 1974 року і 16 березня 1975 (327 км). Було складено карту 40-45% поверхні планети. Ґрунтуючись на показниках приладів, було встановлено що температура вночі на Меркурії становить −183 °C, а максимальна денна температура — +187 °C (за сучасними даними — від −190 до +500 °C). Поверхня Меркурія виявилася сильно кратерована і схожа на місячну. Але на відміну від Місяця на Меркурії знайдено незвичайно високі і дуже витягнуті обриви (уступи). За даними «Марінера-10», Меркурій практично не має атмосфери. На ньому присутня доволі розріджена газова оболонка із гелію. Апарат вперше виміряв магнітне поле планети.

## Результати
Загальна вартість проекту склала близько $100 млн.
Попри певні труднощі під час польоту, експедиція «Марінер-10» загалом стала успішною.
До 2008 року (коли до Меркурія наблизився MESSENGER) «Марінер-10» залишався єдиним апаратом, який провів дослідження та фотографування Меркурія з близької відстані. 
Це був останній апарат серії «Марінер», оскільки апарати «Марінер-11» та «Марінер-12» перейменували на «Вояджер-1» і «Вояджер-2» відповідно.